# Klasa B w piłce nożnej
Klasa B w piłce nożnej – ósma pod względem ważności klasa męskich ligowych rozgrywek piłkarskich w Polsce. Stanowi pośredni szczebel rozgrywkowy między klasą A a klasą C, będąc jednocześnie czwartym szczeblem typowo regionalnym (wojewódzkim). Ten szczebel rozgrywkowy składa się z kilku lub kilkunastu (w zależności od województwa) grup. Zespoły w niej występujące pochodzą z jednego okręgu piłkarskiego (OZPN-u). Zwycięzcy awansują do klasy A. Rozgrywki klasy B podlegają okręgowym Związkom Piłki Nożnej. W większości województw klasa B jest najniższym szczeblem rozgrywkowym, wówczas najsłabsze zespoły z tej ligi utrzymują się na tym poziomie lub nie zostają zgłoszone do rozgrywek w nowym sezonie (mogą jednak do nich wrócić w kolejnych sezonach). W województwie śląskim najsłabsze zespoły tej klasy rozgrywek spadają do klasy C. W klasie B dużą rolę odgrywają Ludowe Zespoły Sportowe.
W województwie podlaskim klasa B nie funkcjonuje, a w województwach: małopolskim, mazowieckim, śląskim i wielkopolskim klasa B to dziewiąta klasa rozgrywkowa, gdyż między IV ligą a klasą okręgową jest V liga.

## Grupy
Obecny podział na grupy.